# Округ Харлан (Кентаки)
Харлан (енгл. Harlan County) је округ у америчкој савезној држави Кентаки.

## Демографија
По попису из 2010. године број становника је 29.278, што је 3.924 (-11,8%) становника мање него 2000. године.
| Група             | 2000.          | 2010.          |
| Белци             | 31.566 (95,1%) | 28.030 (95,7%) |
| Афроамериканци    | 869 (2,6%)     | 643 (2,2%)     |
| Азијати           | 96 (0,3%)      | 100 (0,3%)     |
| Хиспаноамериканци | 216 (0,7%)     | 210 (0,7%)     |
| Укупно            | 33.202         | 29.278         |